# Liphistius sumatranus
Liphistius sumatranus är en spindelart som beskrevs av Tord Tamerlan Teodor Thorell 1890. Liphistius sumatranus ingår i släktet Liphistius och familjen ledspindlar. Inga underarter finns listade i Catalogue of Life.